# Brandblusschuim

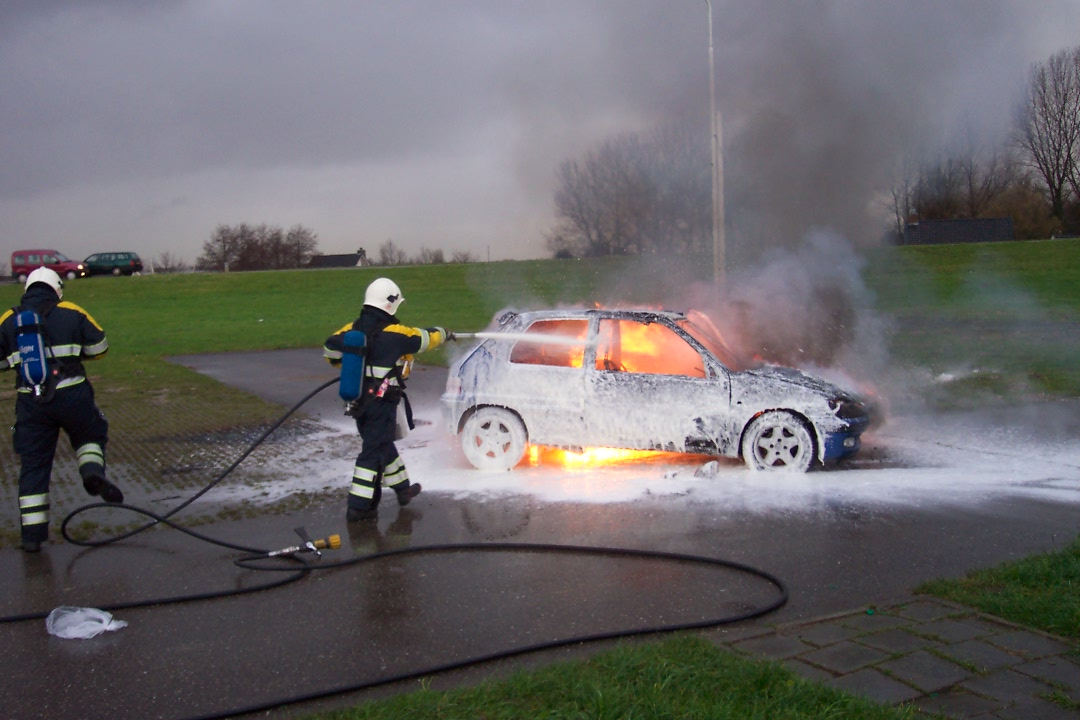
Een autobrand wordt bestreden met schuim.

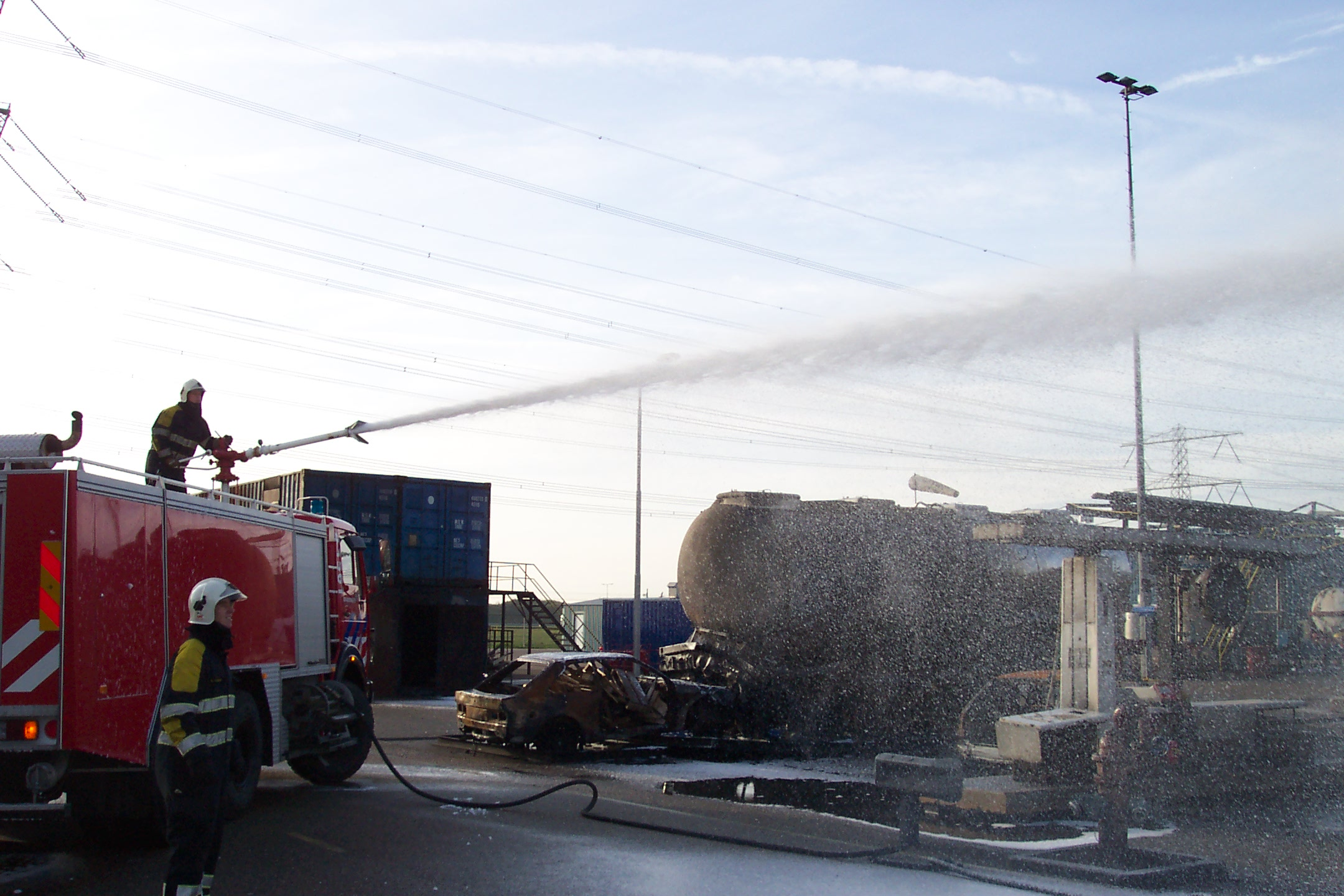
Een schuimblusvoertuig van de brandweer tijdens een oefening

Brandblusschuim is een mengsel bestaande uit water en lucht, gestabiliseerd door één tot zes procent chemicaliën. Het vuurdovende effect van brandblusschuim ontstaat hoofdzakelijk doordat de schuimlaag de toevoer van zuurstof onderbreekt of tenminste bemoeilijkt. Ook koelt het enigszins, door verdamping van het in het schuim aanwezige water. Schuimvormende en -stabiliserende stoffen uit de PFAS-groep kunnen onder meer grondwatervervuiling veroorzaken.

## Soorten schuim
De toegevoegde hoeveelheid schuimvormend middel is meestal 1 tot 6 procent. De hoeveelheid lucht wordt bepaald door de manier waarop het schuim wordt aangemaakt. Men spreekt van een verschuimingsgetal, het aantal keer dat de vloeistof (het mengsel van water en chemicaliën) in volume toeneemt na verschuiming.

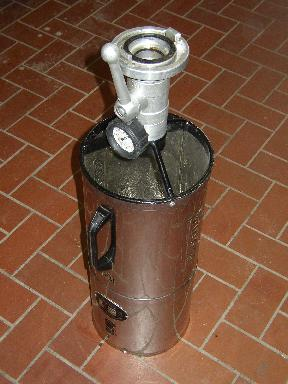
Een schuimstraalpijp voor middelschuim

Er zijn drie soorten brandblusschuim, onderverdeeld naar het verschuimingsgetal:
- Zwaar schuim 1-20
- Middelzwaar schuim 20-200
- Licht schuim 200-1200

Een liter 3% "pre-mix" (0,97 liter water met 0,03 liter schuimvormend middel) kan aldus tussen de 1 en 1200 liter schuim genereren.
De zwaarte van het toegepaste schuim is afhankelijk de brand. Licht schuim kan wegwaaien, maar is in gesloten ruimtes goed bruikbaar, daar kan de hele ruimte met schuim volgezet worden. Het heeft vooral een verstikkende werking.
Zwaar schuim kan door zijn gewicht goed gericht gespoten worden. Het blust vooral door te koelen. Het is vloeibaar en kan snel een groot oppervlak bedekken.

## Drukluchtschuim
Bij drukluchtschuim ("DLS" of "CAFS" voor "Compressed Air Foam System") wordt het schuim al in het voertuig geproduceerd uit water, schuimconcentraat en lucht, en in samengeperste vorm door de slangen gepompt. Het procédé zelf dateert uit de jaren 1930 en was in de vergetelheid geraakt, maar beleeft thans in Nederland, Duitsland een heropleving.
De structuur van drukluchtschuim is veel homogener dan die van conventioneel schuim, het lijkt op de consistentie van scheerschuim en hecht zich aan verticale oppervlakken. Hierdoor is het niet alleen mogelijk branden te blussen, maar bijvoorbeeld ook muren te schuimen als voorzorgsmaatregel om ze te beschermen. Het schuimgetal van drukluchtschuim ligt tussen ongeveer 4 en 15, afhankelijk van de instelling van het systeem, en dus in het bereik van schuim met een lage expansie in de zin van luchtschuim, maar het blussende effect bij een schuimgetal van 15 is eerder gebaseerd op het scheidende effect dan op het koelende effect als gevolg van de andere structuur in tegenstelling tot luchtschuim. Een van de bekendste leveranciers van Drukluchtschuim systemen in Europa is One Seven. Hierdoor wordt drukluchtschuim in de volksmond ook wel One Seven genoemd.

## Productie
Het schuim wordt gemaakt door in een tussenmenger het schuimvormend middel aan het bluswater toe te voegen. Met een schuimstraalpijp wordt lucht toegevoegd tijdens het blussen. Bij zwaar schuim is een tussenmenger soms overbodig en wordt het middel in de schuimstraalpijp aan het water toegevoegd.
In handblussers is het schuimvormende middel al voorgemengd.

## Samenstelling
Als schuimvormende stof worden synthetische tensiden gebruikt, veelal fluorverbindingen. Een aantal van deze PFAS-stoffen zijn persistent, bio-accumulatief en/of toxisch, sommige zijn getypeerd als zeer zorgwekkende stof. Alternatief kunnen eiwitten ook een schuim vormen. Die schuimen zijn in principe biologisch afbreekbaar, als de eiwitten niet ook met fluor gemodificeerd zijn.

### AFFF
AFFF staat voor aqueous film forming foam, een schuimvormend middel dat aan bluswater wordt toegevoegd dat een sterk schuim vormt en daarmee geschikt is voor het blussen van vloeistofbranden. Naast schuim vormt het ook een dunne PFAS-film op de brandende vloeistof die zichzelf snel weer sluit als hij onderbroken wordt. Hiermee wordt de herontbranding beperkt als bijvoorbeeld een brandweerman door de schuimdeken moet lopen. 
Om een filmvormende laag te maken op wateroplosbare vloeistoffen (alcoholen) wordt er een speciaal alcoholbestendig schuim gemaakt: AFFF -ARC of -ATC. Dit schuim vormt eerst een PFAS-laag tussen het schuim en de vloeistof in de vorm van een polymeer. Dit zorgt ervoor dat de filmvormende laag ontstaat. De concentraties van deze ATC-schuimen zijn onder andere 1x1, 1x3, 3x3, 3x6 en 6x6 procent.

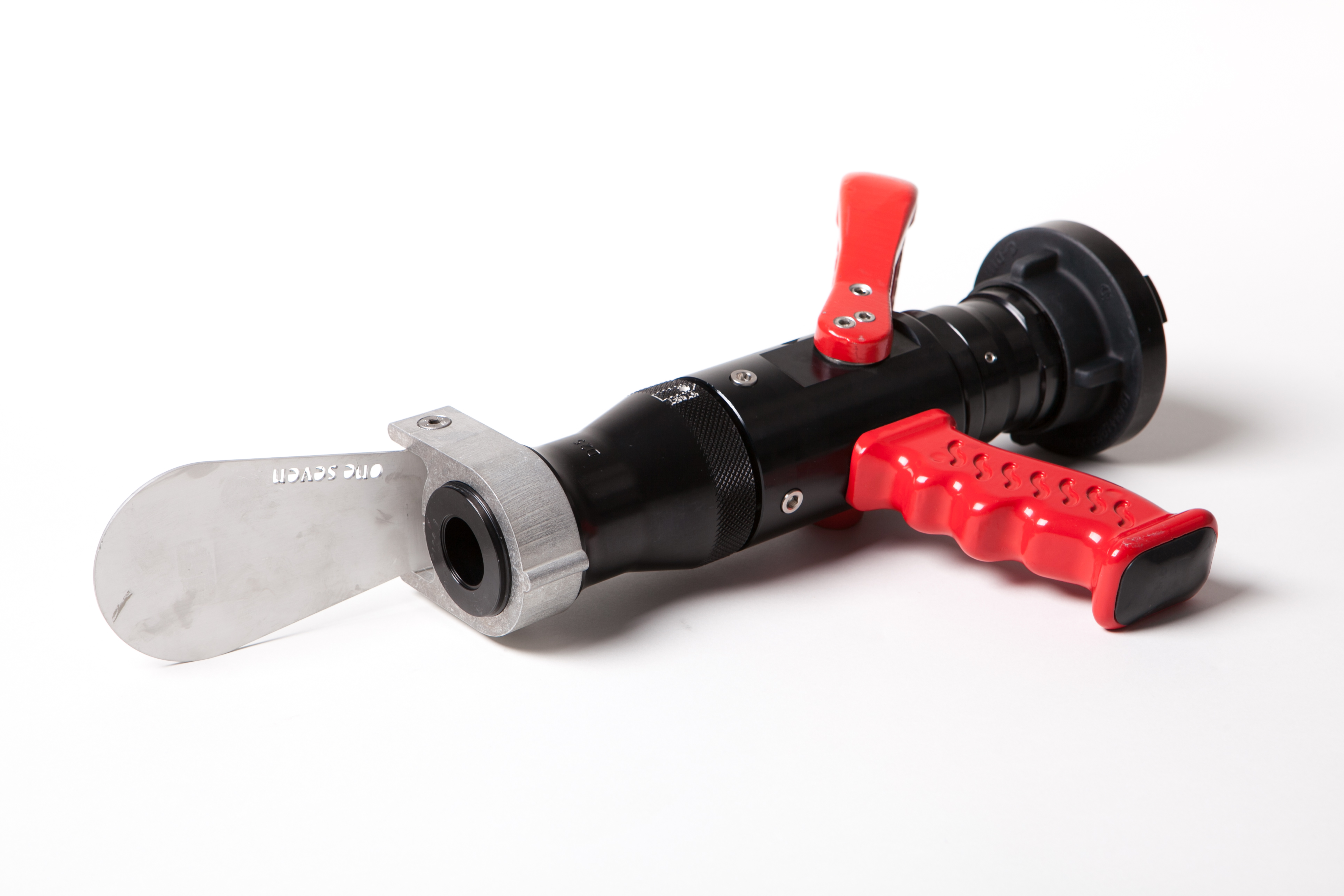
Straalpijp t.b.v. drukluchtschuim